# Erop of eronder
Erop of eronder is een Nederlandstalig nummer van de Belgische actrice-zangeres Pommelien Thijs. Het nummer werd op 8 juni 2023 uitgebracht in België en werd een radio-hit. Het nummer werd gekozen als MNM-Big Hit, en kwam een week later binnen op plaats 3 in de Ultratop 50, waar het enkele weken bleef staan. Op 30 juli 2023 steeg Erop of eronder naar de 1ste plaats in de Ultratop 50, dit is Pommelien haar 3de nummer 1-hit.
Pommelien bracht het nummer verschillende keren live, waaronder tijdens uitzendingen van Tien om te Zien en Radio 2 Zomerhit. Op 19 augustus 2023 werd het nummer door de luisteraars van Radio 2 en de kijkers van VRT 1 verkozen tot de Radio 2 Zomerhit 2023.

## Prijzen en nominaties
| Jaar | Prijs                      | Categorie           | Resultaat   |
| ---- | -------------------------- | ------------------- | ----------- |
| 2023 | Radio 2 Zomerhit           | Zomerhit            | Gewonnen    |
| 2023 | Q-Pop                      | Hit van het jaar BE | Gewonnen    |
| 2023 | Het gala van de gouden K's | Beste single        | Gewonnen    |
| 2023 | Music Industry Awards      | Hit van het jaar    | Gewonnen    |
| 2023 | Music Industry Awards      | Beste videoclip     | Genomineerd |

## Hitnoteringen

### Ultratop 50 Vlaanderen
| Positie: | 3  | 6  | 3  | 3  | 5  | 4  | 1  | 4  | 3  | 1  | 1  | 1  | 1  | 1  | 3   |
| Week:    | 16 | 17 | 18 | 19 | 20 | 21 | 22 | 23 | 24 | 25 | 26 | 27 | 28 | 29 | 30  |
| Positie: | 4  | 2  | 4  | 3  | 6  | 8  | 7  | 10 | 9  | 19 | 27 | 20 | 14 | 32 | 12  |
| Week:    | 31 | 32 | 33 | 34 | 35 | 36 | 37 | 38 | 39 | 40 | 41 | 42 | 43 | 44 |     |
| Positie: | 29 | 28 | 27 | 18 | 25 | 29 | 34 | 39 | 39 | 42 | 45 | 38 | 41 | 46 | uit |